# Nikkyō Niwano

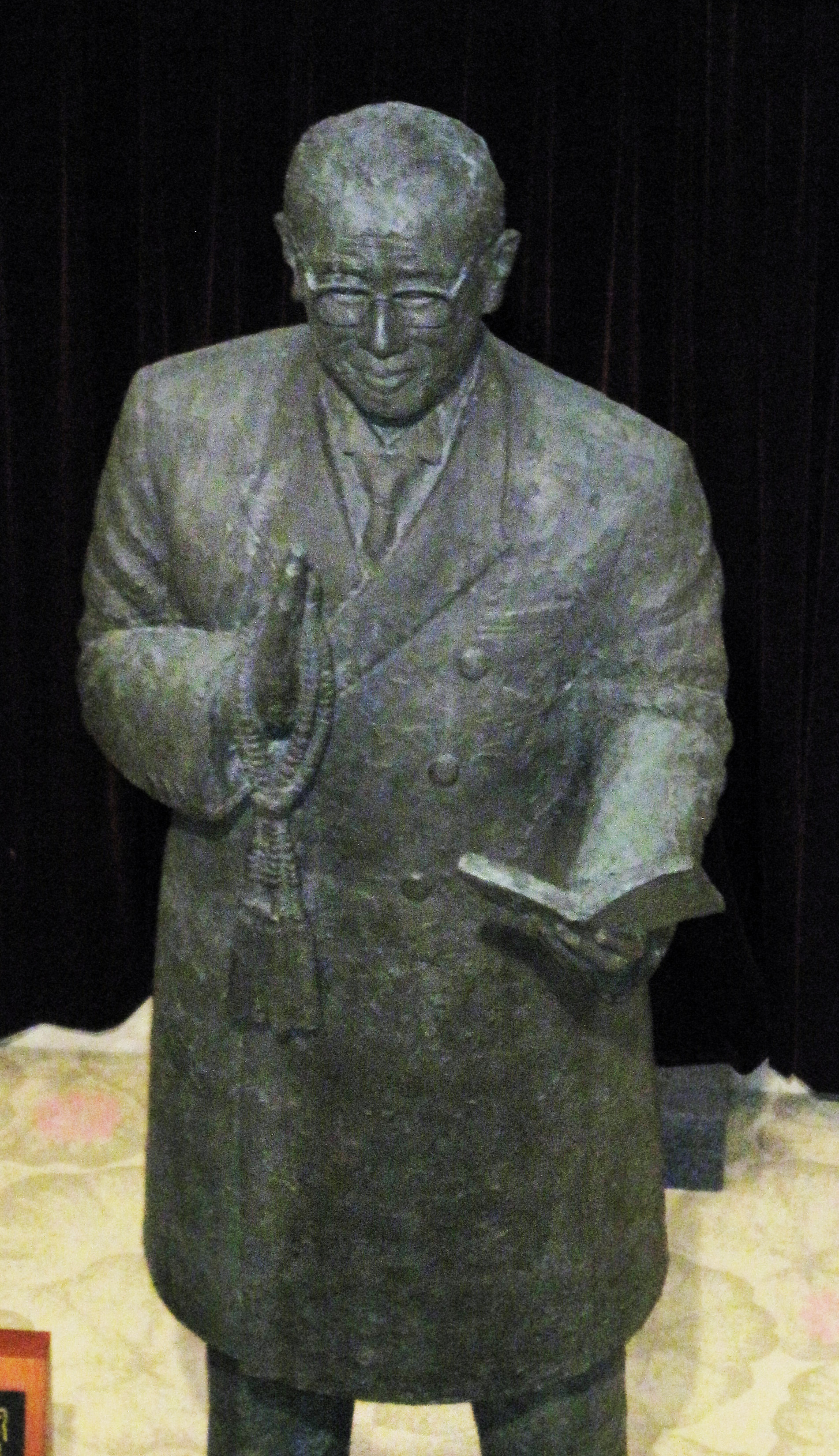
Nikkyō Niwano

Nikkyō Niwano  (japanisch 庭野 日敬 Niwano Nikkyō; geboren 15. November 1906 in der Präfektur Niigata; gestorben 4. Oktober 1999) war ein japanischer Buddhist. Er war Mitbegründer der Rissho Koseikai und wurde als Beobachter eingeladen, um am Zweiten Vatikanischen Konzil teilzunehmen. Niwano war zudem ein Friedensaktivist und Begründer des Niwano-Friedenspreises.

## Leben und Wirken
Niwano Nikkyō wurde in der Präfektur Niigata geboren, zog aber 1923 nach Tōkyō. Dort hörte er 1934 Vorlesungen über die Lotos-Sutra, die ein Mitglied der Reiyūkai, einer der neuen Religionsgemeinschaften, hielt. Er wurde daraufhin ein aktives Mitglied und warb, zusammen mit Naganuma Myōkō (長沼 妙佼; 1889–1957), für die Reikyūkai bis 1938. Dann trennten sich die teiden wegen Differenzen mit der Leitung der Vereinigung und gründeten eine neue Glaubensgemeinschaft, die Risshō Kōseikai.
Niwano war ein fähiger Administrator, ein guter Vortragender und Verfasser einer ganzen Reihe von Büchern. Er wirkte zudem als Ehrenpräsident des Internationalen Komitees der World Conference on Religion and Peace, als Vizepräsident des Weltbundes für religiöse Freihei und als Vorsitzender des Direktoriums der Vereinigung Neue Religionen in Japan. 1979 erhielt er den Templeton-Preis für seinen Beitrag zu einer neuen Spiritualität.

## Veröffentlichungen
- Nikkyō Niwano (1980). Buddhism for Today, A Modern Interpretation of the Threefold Lotus Sutra, Kosei Publishing Co/Weatherhill Inc; ISBN 0-8348-0147-7
- Nikkyō Niwano (1989). A Guide to the Threefold Lotus Sutra, Kosei Publishing Co. ISBN 4-333-01025-X
- Nikkyō Niwano (1978). Lifetime Beginner: An Autobiography, Kosei Publishing Co. ISBN 4-333-00336-9
- Nikkyō Niwano (1995). Invisible Eyelashes: Seeing What is Closest to Us, Kosei Publishing Co. ISBN 4-333-01681-9

Niwanos Erläuterung des Lotos-Sutra ist auch auf Deutsch erhältlich.